# الحريفة 2 (فلم)
الحريفة 2: الريمونتادا هو فيلمٌ مصريٌ بدأ عرضه في 4 ديسمبر 2024 في مصر، وفي 5 ديسمبر في الدول العربية، ويمثل الجزء الثاني من فيلم الحريفة الذي عُرض في مطلع العام، وهي المرة الأولى التي يُعرض فيلم جزءٌ ثانٍ لفيلمٍ مصريٍ في نفس السنة التي عُرض فيها الجزء الأول. وكان الجزء الأول قد حقق نجاحاً جماهيرياً، ونقدياً.
الريمونتادا هي كلمة إسبانية تعني العودة، وتعني في الرياضة تحقيق نتيجة إيجابية بعد نتيجة سلبية، كأن يقلب الفريق المتأخر في المبارة النتيجة لصالحه، أو أن ينتصر بعد تعرضه للهزيمة.

## القصة
يدخل الحريفة (أي المحترفون) للجامعة، وينبهرون بما رأوه داخلها، ويعودون للعب كرة القدم، مع وجود "حريفة" جدد، من العنصرين الرجالي، والنسائي.

## الإنتاج
كتب الفيلم إياد صالح، وأخرجه المونتير كريم سعد في أول تجربة إخراجية له، وهو الذي قام بإجراء المونتاج للجزء الأول.
شارك في فيلم الحريفة في جزءه الثاني عدد من الفنانين أبرزهم: نور النبوي، كزبرة، أحمد غزي، عبد الرحمن محمد، سليم الترك، خالد الذهبي، نور إيهاب، ومجدى بدر، نورين أبو سعدة، ودونا إمام، وعدد كبير من ضيوف الشرف منهم: آسر ياسين، وأحمد فهمي، ونجم الكرة العالمي الإنجليزي مايكل أوين، والمعلق الرياضي أيمن الكاشف. وقد ظهر على ملصق الفيلم نجوم الجزء الأول إضافة إلى البطولة النسائية لنورين أبو سعدة، ودونا إمام، ونجم الكرة الإنجليزية مايكل أوين.
بدأ العمل على الجزء الثاني بعد أسبوع من عرض الجزء الأول، واستغرق إعداده أحد عشر شهراً، وسهّل ذلك عدم وجود ارتباطات فنية لأبطال العمل، وهم نفس فريق الجزء الأول.
صُورت أجزاء من الفيلم في نادي سبورتينغ براغا، في مدينة بورتو البرتغالية. في حين صُورت مشاهد أخرى في مناطق شعبية في مصر مثل شبرا، جسر السويس، إمبابة.

## فريق العمل

### تمثيل
| - نور النبوي: ماجد - أحمد بحر / كزبرة: أحمد حمدي "حته" - أحمد غزي: ششتاوي - عبد الرحمن محمد: عمر - سليم هاني: كريم | - نور إيهاب: لانا - خالد الذهبي: النص - نورين أبو سعدة: شيرين - دونا إمام: سارة - محمد إسلام | - أحمد شلبي - مسعد منير - عمر جمعة - ريما مصطفى: ميار - هيثم عثمان | - أحمد فهمي: فهمي - ضيف شرف - أسماء جلال: أسماء - ضيفة شرف - آسر ياسين: دكتور منصور - رئيس الجامعة - يوسف عمر: بسام - إنجي كيوان: ضيف شرف |

تمثيل: أحمد طارق - سيف طارق - محمد هيثم - محمد إبراهيم عثمان - يوسف جلال - ملك موسى - حسني داوود - شهد مالك - حلا جمال - محمد طه - يسري خليفة - عاجل حسام - عمر توفيق - ياسين الحسيني - يوسف الحسيني - يوسف عماد - يوسف البدوي - عمر البدوي - كريم الهامي - علي هلال- عبد الحميد السيد (بوب) - زيدان أوزالب - حسني الشلقاني- علي كريم - زياد سادات - علي أسامة - يحيي لطفي - تالا كامل - كاميلا أبو سيف

### الإداريون
| - طارق الجنايني: منتج - تي فيجن: شركة الإنتاج - خالد حسن: إشراف عام - ياسمين العيسوي: منتج بشركة TVision | - كريم سعد: مخرج - دنيا الفارس: سكريبت ملابس - عمرو عصام: مهندس صوت - كريم سعد: مونتير | - إياد صالح: مؤلف - أحمد جمال: مهندس الديكور - كريم جابر: موسيقى تصويرية - محمد مختار: مدير التصوير |

## روابط خارجية
- الحريفة 2:الريمونتادا على موقع IMDb (الإنجليزية)
- الحريفة 2:الريمونتادا على موقع قاعدة بيانات الأفلام العربية
- الحريفة 2:الريمونتادا على موقع قاعدة بيانات الفيلم (الإنجليزية)
- الحريفة 2:الريمونتادا على موقع ليتربوكسد (الإنجليزية)